# Петер Вок з Рожмберку
Петер Вок з Рожмберку (чам. Petr Vok z Rožmberka; 1 жовтня 1539, Чеський Крумлов — 6 листопада 1611, Їндржіхув Градець) — політичний діяч Богемського королівства, останній голова роду Рожмберків, лідер некатолицьких станів королівства.

## Життєпис
Походив зі знатного чеського роду Рожмберків. Другий син Йоста III з Рожмберку, та Анни фон Рогендорф. Народився 1539 року у замку в Чеському Крумлові. Через 2 тижні помирає його батько. Опинився під опікою стрийка Петера V з Рожмберку, який заплатив за це Анні фон Рогендорф 9 тис. рейнських талерів. Невдовзі опікун відправив Петера Вока із сестрами до їхньої вуйни Анни з Рожмберку, що мешкала в Їндржихув-Градеці.
1545 році після смерті Петера V з Рожмберку повернувся до Чеського Крумлова, куди отримала права приїхати його мати. Втім власністю розпоряджалися нові опікуни — Альбрехт фон Гуштейн, Олдржих Голицький зі Штернберку і Єронім Шлік. Вони продовжили політику першого опікуна щодо відновлення господарства Рожмберків. Оскільки Петер V зумів позбутися боргів, то нові опікуни розпочали розширювати земельні володінні Петера Вока, придбавши маєтки Леніце, Желеч, Дрславіце, Вімперк, місто Плана-над-Лужницею з кількома селами в околицях Табора.
Спочатку здобув початкову домашню освіту, навчився читати й писати чеською та німецькою мовами. У 1551—1556 року навчався етики, літератури та латини, проте не здобув ґрунтовної освіти.
З 1557 року під впливом Їржі Арношта з Геннеберку став цікавитися лютеранською літературою, поступово відступаючи від католицтва. Це невдовзі стало на заваді його амбіціям зробити кар'єру при королівському та імператорському дворі. Тому в Аугсбурзі Петер Вок з Рожмберку мусив підтвердити свою прихильність до католицтва. Поступово став орієнтуватися на спадкоємця трону Максиаіліана, який був більш поміркований в релігійних питаннях на відмінну від батька Фердинанда I.
1562 року був присутнім під час коронації Максиміліана в Франкфурті-на-Майні римським королем. Тоді ж затоваришував з принцом Вільгельмом Оранським, що шукав підтримку Віденського двору для боротьби в Нідерландах. Слідом за цим Петер Вок відвідав Брабант і Голландію, де купив чисельні картини і книги. У 1563 році 2 тижні перебував в Англії. 1565 року розділив зі старшим братом Вільгельмом батьківське майно, отримавши 3 маєтки — замок Чустник з містечком Собеславі, маєтки Желеч та Вімпперк. 1569 року купив маєток Бехіне та палац в Старому місті Праги.
Обрав місцем мешкання замок Бехіне, де до 1576 року вів гультяйське життя. В результаті його борги зросли до 180 тис. мейсенських грошей. Поступово кредитори домагалися арешту його майна, що стало на перешкоді до участі в політичному житті Богемії. Зміг урятуватися завдяки братові Вільгельму, який фактично взяв під контроль маєтки Петера Вока, окрім Желеча. В останньому через здирництво виник конфлікт з місцевими мешканцями, що повстали. Зрештою Петер Вок придушив невдоволення, стративши лідерів повсталих. Згодом опинився при імператорському дворі Рудольфа II.
1580 року в Бехіне пошлюбив представницю знатного моравського роду Любаніців. Невдовзі у Петера Вока почалися конфлікти з опікунами дружини щодо посагу. Потім конфлікти з самою дружиною внаслідок її психічної хвороби. Натомість все більш активно брав участь в релігійному житті. З 1582 року стає одним з лідерів чеських братів, що спричинило конфлікт з братом Вільгельмом, який був вірним католиком. Замок бехіне з 1583 році стає одним з центрів чеських братів в Богемії.
1592 року після смерті старшого брата Вільгельма, що не мав спадкоємців, Петер Вок став власником усіх володінь Рожмберків, сплативши удові брата 25 тис. празьких коп та половину коштовностей Вільгельма з Рожмберку. Разом з тим борки Рожмберків становили 1 млн мейсенських грошей. У 1593 році продавши частину маєтків, погасив частину боргу в 220 тис. мейсенських грошей. Того ж року з початком війни з Османському імперією Петера Вока з Рожмберку призначать очільником війська Богемії. Втім фактично не брав участі в бойових діях, здійснюючи марші до Відня, потім Пресбургу. 1594 року богемське військо було розформовано.
По поверненню до своїх маєтків створив військо у 2 тис. вояків, значно покращив озброєння гарматами та амуніцією, а замок Тжебон перетворив у потужну фортецю. 1595 року, не маючи дітей, оголосив свого небожа Яна Зринського спадкоємцем володінь Рожмберків. Водночас продовжив продаж свого майна до 1599 року, зменшивши борг до 400 тис. мейсенських грошей.
1601 року помирає його дружина. 1602 року продав Чеський Крумлов імператорові за 422 тис. празьких коп. Після цього резиденцією обрав Тжебонь, який у 1604—1605 роках суттєво перебудував. В результаті зумів розв'язати питання з боргами, залишившись третьою за багатствами особою Богемії.
1608 року провів декілька зустрічей з лідерами католиків щодо зберігання релігійного миру в королівстві. Після цього організував зустріч лідерів протестантських течій Богемії, Ангальту та Австрії в замку Тжебонь. Разом з тим надав підтримку кальвіністу Теобальду Хоку фон Цвайбрюкену. 1609 року на Земельних зборах у Празі очолив некатолицькі стани, що вимагали від Рудольфа II впровадження свободи віросповідування, але той відмовився. Невдовзі Петера Вока офіційно обирають головою станів. Петер Вок використав конфлікти імператора з його братом Маттіасом, домігшись підписання Рудольфом II «Грамоти Величності» («Маєстат»), якою утраквістам, чеським братам і лютеранам надавалися рівні права з католиками.
1610 року вступив у конфлікт з Леопольдом Габсбургом, єпископом Пассау, що під виглядом участі у війні за Клеве-Юліську спадщину зібрав потужне військо. З ним останнім намагався захопити Собеслав, що належав Петеру Воку, але загони того відбили напад. Зрештою за підтримки Маттіаса Габсбурга зумів залагодити конфлікт з єпископом Пассау, внаслідок чого 1611 року військо того було розформовано зі сплатою 148 тис. мейсенських грошей, з яких 100 тис. сплатив Петер Вок з Рожмберку. У листопаді того ж року Петер Вок помер. Його землі відійшли до Яна Зринського, який помер вже 1612 року. В результаті усі маєтності та цінності перейшли до роду Швамберків.

## Творчість
Є автором щоденника 1562—1563 років «Die niderlendische raiss» про мандрівку Нідерландами.

## Родина
Дружина — Катерина, донька Вацлава з Любаніц.
Дітей не було.